# 手取フィッシュランド
手取フィッシュランド（てどりフィッシュランド）は、石川県能美市粟生町にある遊園地、ペットショップ。運営は手取観光。

## 概要
1967年3月、手取釣堀センターとして開業。後に熱帯魚を中心としたペットショップ、遊戯施設が加わり現在の形になった。
一部の機材の老朽化のため、2021年6月から休業、2022年5月3日に営業を再開。観覧車のゴンドラを更新し、黄色と赤色を基調とするものから、黄、緑、紫、紺青、赤の九谷五彩の色調に変更した。また、観覧車のゴンドラの個数も、内部からの眺望を良くするため30台から20台に変更し、うち2台は透明タイプに変更した。
「テドリン」というマスコットキャラクターが存在する。頭には数色のトサカがついている。「ウルトラマンスタジアム」のバースデーパーティ等に度々出演していた。「テコリン」という娘がいる。

## 施設
詳細は、公式サイトのアトラクションを参照。
- 乗り物、アトラクション
  - スーパーキャメルコースター
  - ツインドラゴン
  - 大観覧車
  - スカイジェット
  - スーパーチェア
  - おとぎ列車
  - びっくりハウス
  - コンボイ
  - ヘリコプター
  - メリーゴーランド
  - ゴーカート
  - アストロスインガー
  - サイクルモノレール
  - ミステリーゾーン
  - モンスター
  - 親子テドリン
  - 不思議な家
  - バッテリーカー
- つりぼりコーナー
  - 鯉つり
  - うなぎつり
  - サワガニすくい
  - ザリガニすくい
  - 金魚つり
  - メダカすくい
- ペットショップ「pーぽ」（ぴーぽ）
- JOYPARK（ゲームコーナー）
  - 現在はタイトーによる運営となっている。
- 8番らーめん手取店（ラーメン店）
- ウルトラマンスタジアム

## 過去に存在した施設
- RIVERSドライブインシアター
- 巨大迷路
- バンジージャンプ
- 宙返りジェットコースター

## 交通アクセス
公共交通
- 金沢駅もしくは松任駅より北陸鉄道運行の路線バス「寺井中央（系統番号42）」行き乗車。「手取川橋」下車すぐ。
- 小松駅より北鉄白山バス運行の路線バス「辰口」行き乗車、もしくは北鉄加賀バス運行の路線バス「寺井史跡公園前」行きに乗車。前者は「寺井中央」、後者は「寺井史跡公園前」からそれぞれ北陸鉄道運行の路線バス「金沢駅」行きに乗りかえ。「手取川橋」下車すぐ。